# Voo Aeroméxico 498
O voo Aeroméxico 498, feito por um avião McDonnell Douglas DC-9-32 de matrícula XA-JED, voava da Cidade do México, México, para o Aeroporto Internacional de Los Angeles, Los Angeles, Califórnia (com escalas em Guadalajara, Loreto, e Tijuana) em 31 de agosto de 1986. Já o N4891F, callsign Piper 4891 Foxtrot, era um Piper PA-28-181 Archer de propriedade da família Kramer, que ia de Torrance, Califórnia a Big Bear Lake, Califórnia. As duas aeronaves colidiram em pleno voo sobre Cerritos, Califórnia, matando os 67 ocupantes dos dois aviões e mais 15 pessoas em solo. Outras 8 pessoas em solo sofreram ferimentos leves devido ao acidente (8/115).

## Colisão e investigação
Aproximadamente às 11h46 da manhã, o voo 498 iniciou sua descida rumo a Los Angeles, transportando 58 passageiros e seis tripulantes. Minutos antes, o N4891F, transportando um piloto e dois passageiros, partiu de Torrance, na Califórnia. Às 11h52 da manhã, o motor do Piper colidiu com o estabilizador horizontal esquerdo do DC-9; este arrancou o teto do Piper, matando seus três ocupantes.
O DC-9 virou de cabeça para baixo e mergulhou em direção a um bairro residencial em Cerritos, matando 15 pessoas em solo e todos os 64 ocupantes do avião. O impacto e o subsequente incêndio destruíram cinco casas, e danificaram outras sete. O Piper, severamente danificado, caiu no recreio da escola primária de Cerritos. Quando o controlador de tráfego responsável pelo voo 498 perdeu seu sinal, ele pediu ajuda ao voo 333 da American Airlines, que se aproximava para pousar em Los Angeles. O piloto do voo 333 respondeu que via uma grande coluna de fumaça, no local onde o voo 498 sumiu do radar.
Uma investigação conduzida pela National Transportation Safety Board descobriu que o N4891F desviou sua rota para dentro do controle de área do terminal de Los Angeles. Ele não havia estabelecido contato por rádio com o controlador de tráfego, que tinha sido distraído por um outro avião que também havia entrado na área. O Piper também não possuía um transponder equipado com "Mode-C", que transmite dados de altitude, e LAX ainda não era equipada com sistemas automatizados de alarme. E finalmente, nenhum dos pilotos notou a presença do outro avião, ainda que eles estivessem dentro do alcance visual. Quando uma autópsia revelou um considerável estreitamento em uma artéria cardíaca do piloto do Piper, especulou-se que ele poderia ter sofrido um infarto, que o teria deixado incapacitado e contribuído para a colisão; entretanto, provas posteriores refutaram essa teoria, e ficou determinado que a principal causa da colisão foi um erro cometido pelo piloto do Piper.

## Consequências
Como resultado deste acidente e outras quase-colisões em áreas de controle de terminais, A FAA exigiu que todos os aviões comerciais fossem equipados com sistema de alerta anti-colisões (TCAS), e exigiu que aeronaves leves operando em espaços aéreos movimentados fossem equipadas com transponders com "Mode-C", capazes de transmitir dados de altitude.
Após o acidente, um júri concluiu que não houve falhas por parte da Aeroméxico. Segundo o júri, Kramer e a FAA foram igualmente negligentes no episódio. O Juiz Federal americano David Kenyon concordou com o fato de a FAA ter sido em parte responsável.

## Dramatização
Este acidente foi mostrado em um episódio da série de televisão Air Crash Investigation (também chamada Mayday ou Air Emergency), com o título Out of Sight (Fora do Radar [no Brasil] / Fora de Vista [em Portugal]) na versão original, e Collision over LA (Colisão sobre LA) na versão Air Crash Investigation.

## Galeria

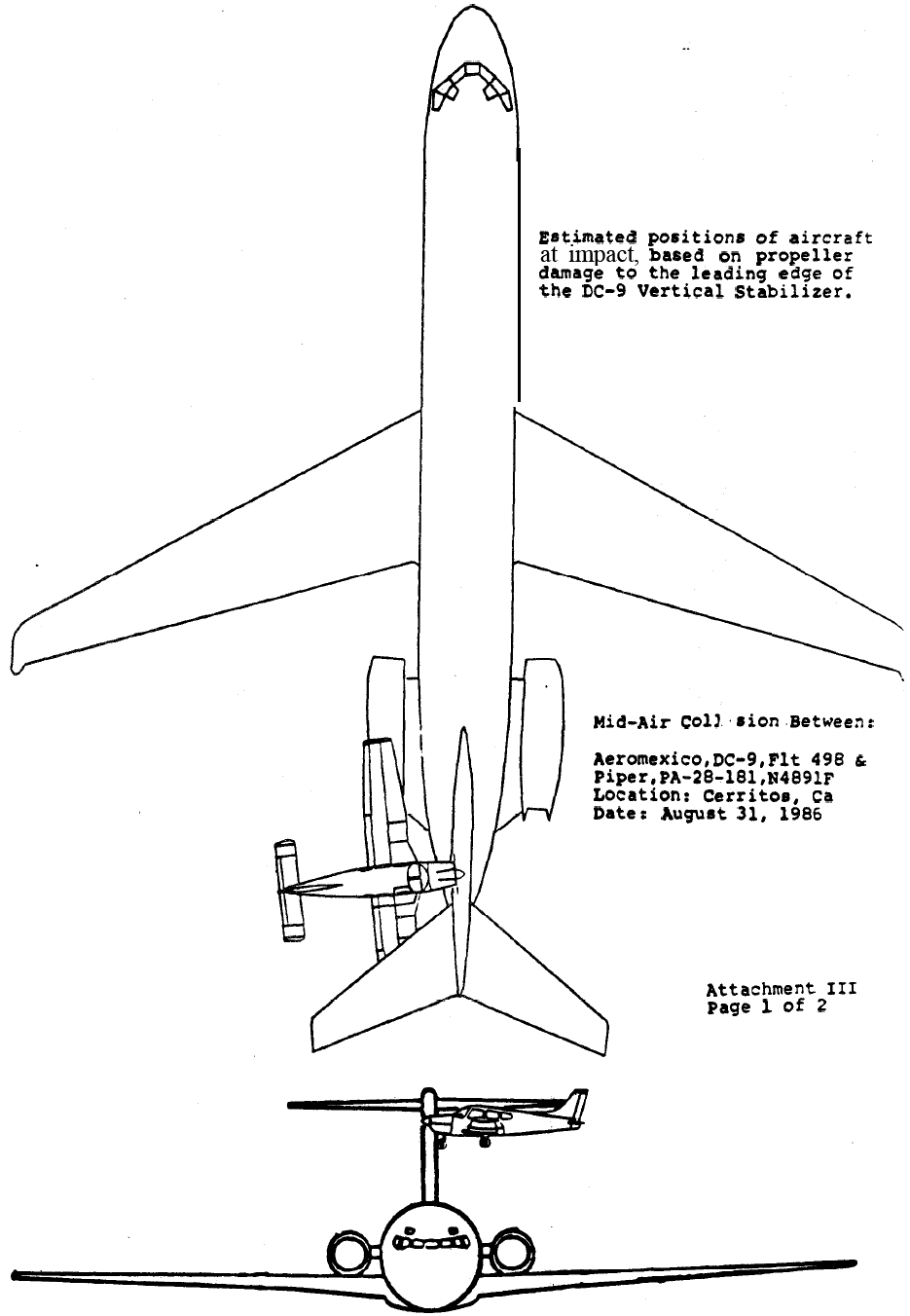
Esquema da NTSB mostrando o ponto aproximado de contato entre os aviões.
DC-9 da Aeroméxico caindo após a colisão.
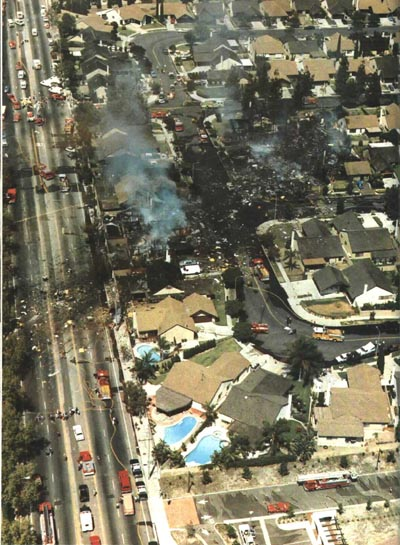
Destruição causada pela queda do jato.